# 비금초등학교
비금초등학교는 대한민국 전라남도 신안군 비금면 신원리에 있는 공립 초등학교다.

## 학교 연혁
- 1925년 8월 13일 4년제 비금공립보통학교 설립 인가
- 1925년 10월 7일 무안군 비금공립보통학교 개교
- 1937년 5월 1일 6년제 비금공립보통학교 개편
- 1938년 4월 1일 비금공립심상소학교 개칭
- 1941년 4월 1일 비금공립국민학교 개칭
- 1950년 4월 1일 비금국민학교 개칭
- 일자미상 비금국민학교 우세도분실 개설 인가
- 1968년 4월 23일 우세도분실 개설
- 1981년 2월 21일 병설유치원 개원
- 1983년 2월 21일 우세도분실 폐실
- 1996년 3월 1일 비금초등학교 개칭
- 1997년 3월 1일 비금대광초등학교 분교장 격하 편입
- 2002년 3월 1일 비금서초등학교 분교장 격하 편입
- 2004년 3월 1일 대광분교장 폐교 및 본교 통폐합
- 2009년 3월 1일 비금서분교장 폐교 및 본교 통폐합
- 2018년 2월 9일 제91회 졸업 11명 (총 6,794명)
- 2018년 3월 1일 제33대 김대성 교장 부임
- 2023년 1월 5일 제96회 졸업 13명 (총 6,857명)
- 2023년 3월 1일 제35대 이근태 교장 부임

## 참고 자료
- 비금초등학교 - 한국교육학술정보원 학교알리미